# Élections législatives bermudiennes de 2020
Les élections législatives bermudiennes de 2020 se déroulent le 1er octobre 2020 afin de renouveler les membres de l'Assemblée du territoire britannique d'outre-mer des Bermudes.
Le scrutin voit la victoire du Parti travailliste progressiste du Premier ministre sortant David Burt, qui accroit sa majorité absolue à l'assemblée.

## Contexte
Les élections législatives de juillet 2017 donnent lieu à une alternance, le Parti travailliste progressiste, dans l'opposition, remportant la majorité à la chambre. 
La défaite est sévère pour le parti One Bermuda Alliance (OBA) qui perd un tiers de ses sièges dont certains dans des circonscriptions réputées sûres pour le parti. Le Premier ministre Michael Dunkley, par ailleurs réélu député, démissionne en conséquence de son poste de dirigeant du parti ainsi que de celui de Premier ministre. Son adjoint Bob Richards, battu dans sa circonscription, annonce son retrait de la vie politique.
Le Parti travailliste progressiste remporte la majorité absolue avec 24 sièges sur 36. Le lendemain, le 19 juillet, l'un de ses députés, David Burt, devient à 38 ans le plus jeune Premier ministre des Bermudes,.
Le système électoral bermudien, calqué sur le système de Westminster, donne au premier ministre le pouvoir de convoquer des élections législatives à tout moment. Le 21 aout 2020, David Burt en convoque pour le premier octobre suivant, justifiant sa décision par les économies réalisées par la tenue d'élections en une seule fois, plusieurs élections partielles étant alors prévues à des dates séparées afin de pourvoir à une série de vacances de sièges de députés à l'assemblée. La convocation des élections est signée par le gouverneur John Rankin le même jour.

## Système politique et électoral

Carte des 36 circonscriptions des Bermudes.

Les Bermudes sont un territoire d'outre-mer du Royaume-Uni de l'atlantique nord organisé sous la forme d'une monarchie parlementaire. Les îles font partie de la Couronne britannique, et la reine du Royaume-Uni Élisabeth II en est nominalement chef de l'État, représenté par un gouverneur.
Le parlement est bicaméral. Sa chambre basse, l'assemblée, est composée de 36 membres élus pour cinq ans au scrutin uninominal majoritaire à un tour dans autant de circonscriptions. Le vote n'est pas obligatoire.

## Forces en présences
| Parti | Parti                                                          | Idéologie                                               | Chef de file    | Résultats en 2017          |
| ----- | -------------------------------------------------------------- | ------------------------------------------------------- | --------------- | -------------------------- |
|       | Parti travailliste progressiste Progressive Labour Party (PLP) | Centre gauche Social-démocratie, conservatisme sociétal | David Burt      | 58,89 % des voix 24 sièges |
|       | One Bermuda Alliance (OBA)                                     | Centre droit Libéral-conservatisme                      | Michael Dunkley | 40,61 % des voix 12 sièges |

## Résultats
|                        |                                       |        |       |      |        |               |  |  |  |
| Partis                 | Partis                                | Voix   | %     | +/-  | Sièges | +/-           |  |  |  |
|                        | Parti travailliste progressiste (PLP) | 15 995 | 62,09 | 3,22 | 30     | 6             |  |  |  |
|                        | One Bermuda Alliance (OBA)            | 8 394  | 32,27 | 8,05 | 6      | 6             |  |  |  |
|                        | Mouvement démocratique libre (FDM)    | 1 384  | 5,37  | Nv   | 0      | en stagnation |  |  |  |
|                        | Indépendants                          | 67     | 0,26  | 0,24 | 0      | en stagnation |  |  |  |
|                        |                                       |        |       |      |        |               |  |  |  |
| Votes valides          | Votes valides                         | 25 760 | 99,15 |      |        |               |  |  |  |
| Votes blancs et nuls   | Votes blancs et nuls                  | 220    | 0,85  |      |        |               |  |  |  |
| Total                  | Total                                 | 25 980 | 100   | -    | 36     | en stagnation |  |  |  |
| Abstention             | Abstention                            | 16 658 | 35,97 |      |        |               |  |  |  |
| Inscrits/Participation | Inscrits/Participation                | 42 638 | 60,93 |      |        |               |  |  |  |

## Analyse et conséquences
Les candidats du Parti travailliste progressiste (PLP) sont élus d'office dans trois circonscriptions, l'opposition ayant renoncé à présenter des candidats dans ces bastions du PLP, assuré de l'emporter. 
Les travaillistes progressistes obtiennent une large victoire avec 30 sièges sur 36, au détriment de l'One Bermuda Alliance qui perd la moitié de ses sièges.